# Liu (miejscowość)
Liu – wieś w Estonii, w prowincji Parnawa, w gminie Audru.